# Коноплянка Євген Олегович
Євге́н Оле́гович Конопля́нка (нар. 29 вересня 1989, Кіровоград, Україна) — український футболіст, колишній лівий вінгер збірної України. Віцекапітан збірної України (2015—2019). Переможець Ліги Європи (2015/16).

## Дитинство
Вихованець школи кропивницького футбольного клубу «Олімпік». Перший тренер Коноплянки, Юрій Кевлич, розповідав, що хлопчик змалечку здивував його силою удару, швидкістю і витривалістю (паралельно з футболом Євген довгий час займався карате). На відміну від однолітків, Коноплянка мав характер і багато працював над собою, зокрема над технікою та обводками лівою ногою, що дозволяло йому прогресувати і ставати кращим гравцем на всіх турнірах. Тренування майбутнього капітана збірної України проходили у спортивному залі від заводу «Зірка», де було холодніше, ніж на вулиці, а замість футбольних полів були асфальтовані баскетбольні майданчики. В дитячо-юнацькій футбольній лізі України виступав за ДЮСШ-2 м. Кропивницького.
Взимку 2005 року 16-річного Коноплянку почали запрошувати до таких грандів українського футболу, як «Шахтар» (Донецьк) та «Динамо» (Київ). 5 січня 2006 року він мав проходити медогляд у київський клуб, але Юрій Кевлич влаштував перегляд футболіста у «Дніпро». Спортивний директор та тренери дніпропетровського клубу були вражені грою молодого півзахисника, в підсумку він опинився у команді.
У юнацькому віці грав у нападі та на позиції правого півзахисника, але вже в «Дніпрі» тренери почали ставити Євгена на лівий фланг.

## Клубна кар'єра

### «Дніпро»

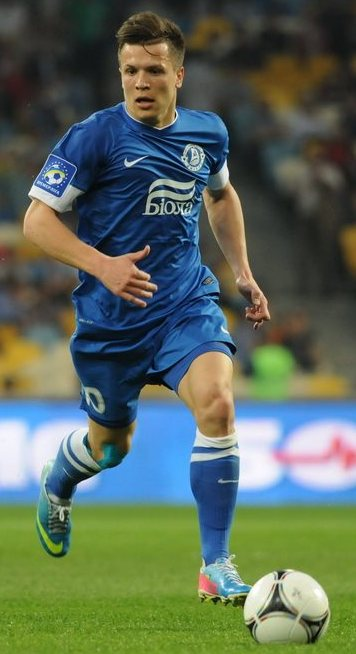
Коноплянка під час виступу за «Дніпро»

#### Сезон 2007/2008
На початку кар'єри грав у клубі під 42 номером. З квітня 2006 року почав залучатися до ігор дублювального складу «Дніпра», а 26 серпня 2007 року дебютував у вищій лізі Чемпіонату України в матчі «Дніпро» — «Закарпаття». Але грав ще мало й ігрової практики в основній команді майже не отримав: зіграв 2 гри в чемпіонаті України і 1 в Кубку України.

#### Сезон 2008/2009
З цього сезону Євген грав більше, ніж у минулому. Початок сезону Коноплянка провів більше в дублюючому складі. Але коли головного тренера, Олега Протасова, змінив Володимир Безсонов, молодий Євген став грати за клуб більше: зіграв 12 матчів у чемпіонаті України, провівши на полі 304 хвилини, голами не відзначився.

#### Сезон 2009/2010
Першою результативною дією у чемпіонаті України відзначився у матчі з «Таврією» (гольова передача). Закріпився у складі першої команди «Дніпра» від початку весняної частини сезону 2009/10, коли почав регулярно виходити у стартовому складі, відзначатися забитими голами, а також високою технікою володіння м'ячем. Перший гол в Прем'єр-Лізі забив у матчі з «Зорею» (2:2), після цього його порівнювали з Ліонелем Мессі, Рафаелем ван дер Вартом та Дієго. Також забивав у ворота київського «Динамо», маріупольського «Іллічівця» та запорізького «Металурга», проти останнього ще відзначився асистом. На офіційному сайті клубу проводилося традиційне голосування «Герой сезону», в якому вболівальники визначали найкращого гравця сезону — за результатами сезону 2009/10 нагороду отримав Євген.

#### Сезон 2010/2011
У цьому сезоні «Дніпро» очолив новий тренер — іспанець Хуанде Рамос, при якому Євген остаточно закріпився в основі команди та почав ставати її лідером. Футболіст вперше зіграв у єврокубках, але до групового етапу «Дніпро» не дійшов. Провів 31 матч (кілька ігор пропустив через травму) та забив 6 голів: у ворота «Іллічівця», донецького «Металурга», «Ворскли», «Волині», а також зробив дубль у принциповому для дніпропетровської команди дербі з харківським «Металістом». Віддавав гольові передачі у матчах з «Іллічівцем», київським «Динамо» та запорізьким «Металургом». У матчі 3-го кола Кубка України віддав гольову передачу проти «Таврії», а в матчі 1/4 фіналу цього ж турніру реалізував одинадцятиметровий удар в серії пенальті (перемога «Дніпра»). Отримав нагороду «Футболіст року в Україні» за версією видання «Український футбол» у 2010 році, а також звання кращого молодого гравця 2010 за версією Sport.ua. Був обраний найкращим молодим гравцем чемпіонату України 2010/11, знову став «Героєм сезону» за версією вболівальників «Дніпра».
2011 року київське «Динамо» запропонувало дніпропетровцям 15 млн євро за молодого таланта, але клуб відповів, що віддасть Коноплянку за 50-60 млн євро. Звісно, кияни не купили Євгена, який потім дуже сильно знадобився клубу.

#### Сезон 2011/2012
Перший гол у сезоні забив в матчі 10-го туру чемпіонату, зі штрафного вразивши ворота сімферопольської «Таврії». У 12 турі оформив дубль у матчі з «Олександрією». У наступному матчі, проти «Оболоні», відзначився голом і гольовим пасом. У кубковому матчі проти «Волині» відзначився голом, а потім, проти тієї ж команди, в 18 турі чемпіонату віддав гольовий пас. Віддав асисти у домашньому (14-й тур) та виїзному (29-й тур) матчах проти донецького «Металурга». У першому матчі весняного кола чемпіонату, з «Шахтарем» (21-й тур), а також у матчі проти луганської «Зорі» (24-й тур) відзначався гольовими передачами. В двох поспіль матчах оформив дублі: як і в першому колі, проти «Олександрії», а також проти «Оболоні». В останньому матчі сезону, проти «Карпат», відзначився 2 гольовими передачами. Євген став кращим гравцем чемпіонату України 2011/2012.

#### Сезон 2012/2013

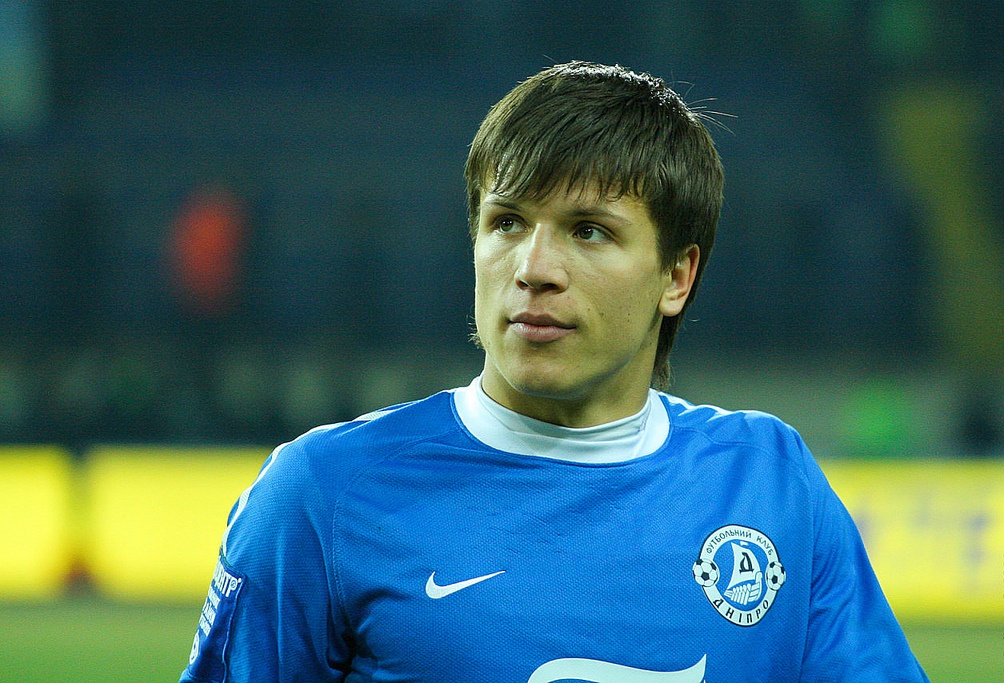
Євген Коноплянка в «Дніпрі», 2011 рік

У матчі 1 туру проти «Таврії» покинув поле вже на 30-й хвилині матчу, отримавши червону картку. Відбув дискваліфікацію, та вже в першому матчі (проти донецького «Металурга») оформив дубль. У кваліфікації до Ліги Європи забив два голи «Словану» у двох матчах, у домашньому матчі також заробив пенальті і віддав гольову передачу. У першому колі чемпіонату віддав 3 гольові передачі: у матчі проти «Шахтаря», «Металіста» і «Таврії». В поєдинках групового етапу Ліги Європи забив красивий гол у ворота ПСВ та відзначився гольовим пасом проти шведського клубу АІК. Декілька поєдинків осінньої та весняної частини сезону пропустив через травму. У 24 турі віддав дві гольові передачі в матчі проти «Чорноморця». За підсумками виступів команди у Лізі Європи сезону 2012/2013 потрапив до символічної збірної групового етапу турніру. Також УЄФА включила Євгена у список 8 кращих молодих футболістів Ліги Європи 2012/2013. Знову став футболістом року в Україні у 2012 році за версією видання «Український футбол».

#### Сезон 2013/2014
Відкрив рахунок своїм голам у новому сезоні вже у 1 турі, зі штрафного забивши київському «Арсеналу». У наступному матчі забив м'яч у ворота «Іллічівця». У «Дніпра» було 2 важливих матчі: проти «Нимме Калью» в кваліфікації Ліги Європи і проти «Шахтаря» в чемпіонаті країни, в обох матчах Євген відзначився гольовими передачами. Також віддав асист у поєдинку з «Пандурієм» в груповому етапі Ліги Європи. 2 матчі поспіль відзначався голами, проти «Буковини» в Кубку України і «Чорноморця» в чемпіонаті. У виїздному матчі групового етапу Ліги Європи проти «Пасуш де Феррейра» віддав гольову передачу і забив гол. У наступних 3 матчах теж відзначився голами: проти «Ворскли», «Металурга» і того самого «Пасуш де Феррейра» (вдома). В наступному матчі, проти «Іллічівця», відзначився двома гольовими передачами. Забив гол у останньому матчі групового етапу Ліги Європи, проти «Фіорентіни».
Знову отримав нагороду від видання «Український футбол» як найкращий футболіст України у 2013 році, аналогічне звання також отримав від газети «Команда». Гол Євгена у ворота «Чорноморця» було визнано найкращим голом в Україні у 2013 році. Взимку 2014 року так і не відбувся трансфер Коноплянки у «Ліверпуль», який всі очікували впродовж всього трансферного вікна. Керуючий директор «Ліверпуля» Ян Ейр особисто прилітав в Україну, але в останній момент, коли гравець вже навіть пройшов медобстеження, англійці не змогли домовитися з президентом клубу Ігорем Коломойським. Пізніше футболіст розповідав:
| | Тоді до Дніпра приїхала делегація серйозних людей із «Ліверпуля». Ми вечеряли. «Угода закрита», – стверджували вони. Вони мали заплатити стільки, скільки хотів Ігор Коломойський. Мартін Шкртел навіть написав мені повідомлення: «Ми чекаємо на тебе». Стівен Джеррард також висловив своє благословення. Потім я їздив до Коломойського. «Будь ласка, будь ласка, відпустіть мене, я здійсню свою мрію», – просив я. «Ліверпуль» запропонував 25 мільйонів євро. Це великі гроші, але Ігор Коломойський був невблаганний. |
| — https://sport24.ua/ru/football/news/19739-konopljanka-ja-plakal-prosil-otpustit-v-liverpul-no-kolomojskij-byl-neumolim | |

У першому матчі 1/16 фіналу Ліги Європи забив переможний гол у ворота «Тоттенгема» і став кращим гравцем матчу за версією статистичного порталу Whoscored. На жаль, «Дніпро» все ж поступився у матчі-відповіді. У грі 21 туру (проти «Севастополя») забив м'яч на 85-й хвилині. У перенесеному матчі 20 туру, проти «Говерли», забив гол зі штрафного та віддав гольовий пас, це ж саме (гол зі штрафного та асист) зробив і у матчі проти «Ворскли». В останньому матчі сезону, проти донецького «Металурга», відзначився гольовим пасом. Ця перемога гарантувала команді срібло чемпіонату України 2013/2014, а сам Євген вдруге став кращим гравцем чемпіонату. Вболівальники також високо відзначили дії футболіста і втретє присвоїли йому звання «Герой сезону».

#### Сезон 2014/2015

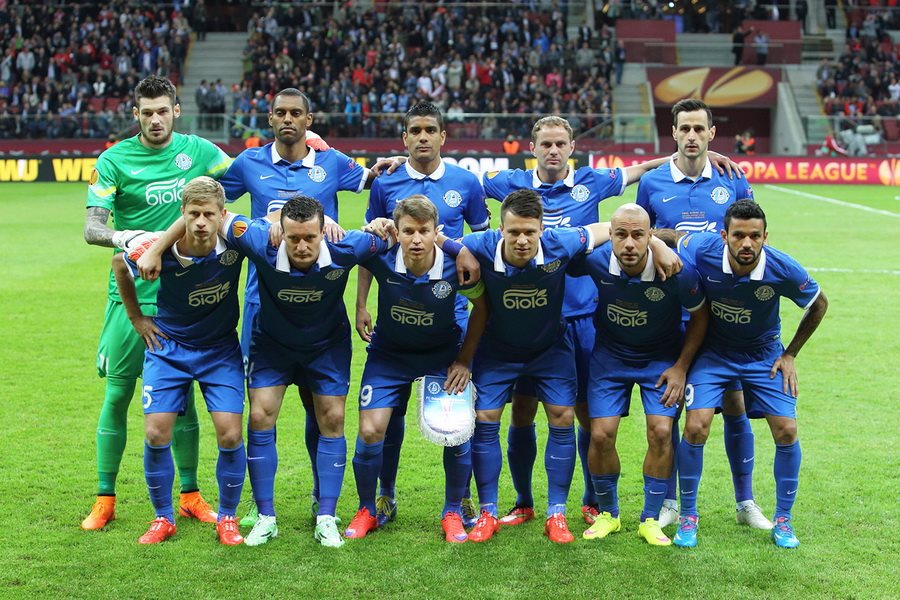
Євген Коноплянка й інші гравці «Дніпра» перед фінальним матчем Ліги Європи 2015

Як і в минулому сезоні, почав чемпіонат голом зі штрафного у 1 турі, тепер у ворота донецького «Металурга». Грав у кваліфікації до Ліги чемпіонів. Віддав гольовий пас у матчі з «Карпатами». Декілька поєдинків, у тому числі вересневі матчі збірної України, пропустив через травму меніска. У першому після травми матчі (проти «Металіста»), відзначився гольовим пасом та голом. Віддав гольову передачу в матчі 9 туру проти «Чорноморця» й у кубковому матчі проти «Волині». Віддав асист у матчі Ліги Європи проти «Інтернаціонале», але в тому ж поєдинку не реалізував пенальті. В матчах чемпіонату, проти «Зорі» та донецького «Металурга», забив по голу. У матчі 1/16 фіналу Ліги Європи, в грі проти «Олімпіакоса», віддав гольовий пас на 93-й хвилині. У наступному матчі, проти «Волині», відзначився голом. Через два матчі, в грі 1/8 фіналу Ліги Європи проти «Аяксу», віддав гольову передачу. В матчі-відповіді вивів команду з капітанською пов'язкою і врятував дніпропетровський клуб, забивши вирішальний м'яч на 97-й хвилині. Портал Whoscored назвав Євгена кращим гравцем поєдинку, оцінивши його гру в 9.7 балів з 10. У матчі з «Ворсклою» віддав гольову передачу і забив гол. У 20 турі, в грі проти «Олімпіка», також забив гол. У півфіналі Ліги Європи, в домашньому матчі проти «Наполі», віддав гольову передачу на Євгена Селезньова, дніпропетровці перемогли з мінімальним рахунком. Грав у фіналі турніру проти «Севільї». Увійшов у символічну збірну єврокубку.
За часи виступів у «Дніпрі» Євген забив 45 голів та віддав 40 результативних передач у 212 матчах у всіх турнірах. Він займає 8 місце у списку найкращих бомбардирів і 2 місце у списку найкращих асистентів клубу за всю історію його існування (поступаючись двома передачами лише Руслану Ротаню, котрий зіграв вдвічі більше матчів).

### «Севілья»

#### Сезон 2015/2016
Улітку 2015 року, після закінчення контракту з «Дніпром», навколо трансферу Коноплянки в західноєвропейський клуб розвернулася справжня сага. На нього претендували такі імениті клуби, як «Ліверпуль», «Тоттенгем», «Інтернаціонале», «Ювентус», «Мілан», «Рома», «Парі Сен-Жермен», мадридський «Атлетіко» і «Севілья». Урешті-решт, Євген і його батько, який є агентом гравця, обрали останній варіант, уклавши угоду з андалусійцями. 3 липня про перехід було оголошено офіційно. 20 липня відбулася презентація гравця. Згодом у офіційному Твітері гравець повідомив, що буде виступати під 22 номером.
Офіційний дебют у новій команді відбувся 11 серпня у матчі за Суперкубок УЄФА 2015 проти переможця Ліги чемпіонів УЄФА 2014/2015 «Барселони». Коноплянка вийшов на поле на 68-й хвилині при рахунку 4:2 на користь «каталонців». На 81-й хвилині гравець забив свій перший гол за новий клуб, зробивши рахунок 4:4, після прострілу від ще одного новачка команди Чіро Іммобіле. Однак «Севілья» не змогла здобути єврокубок, пропустивши гол у додатковому часі. Коноплянка увійшов в історію як четвертий українець, що відзначався у суперкубку УЄФА, до нього це робили легенди українського футболу Олег Блохін (у 1975 році — 3 м'ячі «Баварії»), Олексій Михайличенко (м'яч «Мілану» у першому матчі Суперкубка-1990) та Андрій Шевченко.
Перед початком сезону портал Whoscored помістив Коноплянку на обкладинку нового сезону Прімери, разом із Мессі, Роналду та Грізманном. Дебют Євгена в чемпіонаті Іспанії відбувся у матчі з «Малагою» (0:0). 25 вересня Коноплянка зі штрафного забив свій перший гол в іспанській лізі, який став вирішальним у домашньому матчі з «Райо Вальєкано», що закінчився з рахунком 3:2. У своєму першому матчі в Лізі чемпіонів (проти менхенгладбагської «Борусії») Коноплянка забив один із найшвидших голів серед футболістів, які виходили на заміну — для цього йому знадобилося лише 19 секунд; а от серед дебютних голів це взяття воріт є найшвидшим у історії. Також у Лізі чемпіонів 2015/16 забив на виїзді у ворота «Манчестер Сіті». 22 жовтня 2015 року підписав контракт із іспанською футбольною агенцією Promoesport. У матчі Прімери проти «Хетафе» заробив пенальті та забив з нього гол, отримав другу в команді після Гамейро (автор хет-трику) оцінку 9.8 з 10 від порталу Whoscored. У матчі з «Вільярреалом» віддав гольовий пас і став найкращим гравцем матчу у складі своєї команди. За версією всіх світових футбольних ЗМІ став найкращим гравцем домашнього матчу проти мадридського «Реала», віддавши у ньому дві гольові передачі. У матчі Ліги чемпіонів із «Ювентусом» віддав гольову передачу, «Севілья» перемогла з мінімальним рахунком, що дозволило їй продовжити виступи в єврокубках та вийти з третього місця з групи Ліги чемпіонів до Ліги Європи, яку вона в результаті виграла. У матчі чемпіонату зі «Спортінгом» також віддав гольовий пас і був визнаний найкращим гравцем матчу.
Наприкінці 2015 року міг потрапити до команди року за версією УЄФА, проте йому все ж таки не вистачило голосів. До своєї символічної збірної Коноплянку включив, наприклад, легендарний нідерландський футболіст Патрік Клюйверт. Суперниками Євгена серед півзахисників були такі гравці, як Андрес Іньєста, Іван Ракитич, Хамес Родрігес, Поль Погба, Кевін Де Брейне та інші.
31 січня 2016 року забив гол в дев'ятку у матчі чемпіонату з «Леванте». Гравець дуже полюбився іспанським уболівальникам, але тренер команди Унаї Емері викликав обурення у вболівальників «Севільї» і українських фанатів гравця через те, що мало випускав Євгена на поле. Забив гол у півфінальному кубковому матчі проти «Сельти». У важливому матчі чемпіонату проти «Вільярреалу» забив красивий гол з дальньої дистанції, віддав гольову передачу (зробив простріл, після якого гравець суперника зрізав м'яч у свої ворота) і став кращим гравцем у складі своєї команди. У цьому ж матчі отримав невелике пошкодження, через що пропустив березневі товариські матчі збірної України та матч 1/8 фіналу Ліги Європи. Грав в 1/4 фіналу Ліги Європи, де впевнено реалізував одинадцятиметровий удар у серії післяматчевих пенальті проти «Атлетік» (Більбао). Другий рік поспіль грав у півфіналі турніру (проти донецького «Шахтаря»). Сидів у запасі в фіналі Ліги Європи, але на полі не з'явився. В результаті «Севілья» перемогла «Ліверпуль» з рахунком 1:3. А через декілька днів став першим українцем-фіналістом Кубка Іспанії, в якому отримав жовту картку на 106-й хвилині.
В кінці сезону Євген став другим гравцем у команді за статистикою гол + пас.

#### Сезон 2016/2017
На початку сезону «Севілью» очолив новий тренер — Хорхе Сампаолі, котрий відразу почав міняти стиль гри та склад команди. Після того, як пішов багаторічний капітан Хосе Антоніо Реєс, Євген отримав 10-й номер. У своєму другому матчі Суперкубка УЄФА відзначився голом з пенальті у ворота мадридського «Реалу» після виходу на заміну, але «Севілья» вдруге поспіль програла. Хорхе Сампаолі, незважаючи на результативність Євгена у передсезонній підготовці, не побачив його у складі команди на майбутній сезон, тому Коноплянка зайнявся пошуком нового клубу.

### «Шальке 04»

#### Сезон 2016/2017
30 серпня 2016 року підписав контракт із німецьким «Шальке 04», де мав виступати до кінця сезону 2016/17 в оренді з правом викупу. Отримав номер «11».
Дебютував у матчі чемпіонату проти мюнхенської «Баварії». Дебютним взяттям воріт відзначився у матчі із «Краснодаром» у третьому раунді групового етапу Ліги Європи, що завершився перемогою «королівсько-білих» із рахунком 1:0. Коноплянка також потрапив до символічної збірної туру. У матчі Кубку Німеччини оформив дубль (голи на 20-й та 44-й хвилинах), в результаті «Шальке 04» здобув перемогу над «Нюрнбергом» з рахунком 3:2. Після гри Коноплянка отримав нагороду кращого гравця матчу. В матчі 5 туру Ліги Європи проти «Ніцци» забив свій четвертий гол за німецьку команду; знову потрапив в символічну збірну і претендував на звання кращого гравця туру. У поєдинку чемпіонату Німеччини проти «Дармштадта» віддав гольовий пас. Дебютним взяттям воріт в чемпіонаті відзначився в домашньому матчі проти «Фрайбурга» на 74-й хвилині. Забив гол «Зандхаузену» у матчі 1/8 фіналу Кубку Німеччини.
«Шальке 04» завершив сезон на 10 місці в Бундеслізі. У червні 2017 року було оголошено про викуп контракту Євгена Коноплянки у «Севільї» за €15 млн.

#### Сезон 2017/2018
На початку сезону Коноплянка розкритикував головного тренера «Шальке», адже той, за його словами, не пояснював гравцям причини їхньої відсутності в стартовому складі або заявці на матч, через що футболіст не отримував стабільної ігрової практики протягом довгого часу. За це Євген мав заплатити штраф, але 9 червня стало відомо, що Маркуса Вайнцирля таки звільнено, а на його місце прийшов італієць Доменіко Тедеско, який після розмови з Коноплянкою заявив, що для нього все почнеться з нуля. За підсумками передсезонних зборів був визнаний кращим гравцем «Шальке» за версією видання kicker.
Перший офіційний матч сезону в Кубку Німеччини проти берлінського «Динамо» почав в стартовому складі і приніс команді перемогу, оформивши дубль на 78-й і 91-й хвилинах. Чемпіонат Німеччини 2017/2018 «Шальке 04» починав домашньою грою проти віце-чемпіона минулого сезону «РБ Лейпциг» — Коноплянка вийшов з перших хвилин, відзначився голом та отримав місце у символічній збірній туру Бундесліги. У важливому матчі проти «Герти» заробив пенальті та віддав гольову передачу, «кобальтові» перемогли 2:0 та вперше за 5 років піднялися на 2 місце у Бундеслізі. За версією kicker Євген також став кращим гравцем матчу.
У 13-му турі підопічних Доменіко Тедеско чекав непростий виїзд найпринциповішого у Німеччині Рурського (за назвою регіону Рур) дербі — «Боруссія» не перемагала у чемпіонаті майже 2 місяці, проте в перші 25 хвилин гри команда з Дортмунда змогла забити 4 м'ячі. «Шальке» не збирався здаватися так просто: у другому таймі «гірники» відзначилися у воротах суперника стільки ж разів, скільки і він — 4. Коноплянка став одним із героїв зустрічі, активно провівши весь матч та віддавши дві гольові передачі, у тому числі — вирішальну на Налду, який забив 8-й гол у матчі на останніх хвилинах, таким чином встановивши найрезультативнішу нічию у протистояннях цих двох команд. Цей матч увійшов у історію футболу як один з найяскравіших камбеків. Забив гол з дальньої дистанції в матчі з «Вердером», однак поєдинок закінчився поразкою 1:2, а Євген став гравцем матчу за версією Whoscored.
У другому в сезоні надважливому у щільній боротьбі за срібло матчі Рурського дербі 11-й номер відкрив рахунок потужним ударом з лівої ноги на 50-й хвилині. Цей гол вийшов ще й історичним для «Шальке», адже став ювілейним, 2500-м голом команди у Бундеслізі. Авторитетне видання Bild надало Коноплянці позитивні відгуки та включило у свою збірну туру. Грав у півфіналі Кубка Німеччини 2017/18 проти «Айнтрахту», але вийти у фінал «Шальке 04» не вдалося — поразка 0:1. У матчі з «Кельном» забив гол і віддав гольову передачу, проте матч закінчився нічиєю 2:2. Став найкращим гравцем матчу за версією Whoscored і потрапив до команди тижня від kicker. У наступному турі Чемпіонату Німеччини проти «Борусії» (Менхенгладбах) теж відзначився результативною дією — заробив пенальті. Грав і у матчі проти «Аугсбургу», де «шалькери» перемогли і достроково гарантували собі срібло.
За підсумками сезону «Шальке 04» посів друге місце у чемпіонаті Німеччини 2017/2018, Коноплянка потрапив до топ-70 гравців Бундесліги за версією kicker.

#### Сезон 2018/2019
Коноплянка пропустив кілька матчів старту сезону через травму, а у матчі проти «Герти» отримав червону картку на останніх хвилинах за зрив атаки. Загалом «Шальке» почав сезон погано: після дев'яти турів «кнаппен» мали лише сім очок і одне очко відриву від зони вильоту. Віддав гольову передачу в матчі 6-го туру проти «Майнца» — в результаті «Шальке» переміг 1:0 і отримав перші 3 очки в новому сезоні Бундесліги. Незважаючи на хороші відгуки преси (kicker довгий час називав Євгена найкращим польовим гравцем «Шальке») та дані статистичних порталів (найкращий гравець команди з просування м'яча вперед, за ключовими передачами та іншими характеристиками), Коноплянка все частіше опинявся на лаві запасних у чемпіонаті Німеччини, тоді як у Лізі Чемпіонів переважно виходив зі стартового складу.
У Лізі чемпіонів 2018/19 «Шальке» потрапив до групи з «Порту», «Галатасараєм» та московським «Локомотивом». У домашньому матчі із «Порту» вийшов на заміну. Зустріч із «Локомотивом» почав з перших хвилин і віддав вирішальну гольову передачу на 88-й хвилині. Виїзні матчі з «Галатасараєм» та «Порту», а також домашній поєдинок 6-го туру з «Локомотивом» провів на хорошому рівні, заслуживши позитивні оцінки ЗМІ та статистичних сайтів. У виїзному матчі чемпіонату Німеччини з берлінською «Гертою» забив фірмовий гол із дальньої дистанції, матч закінчився з рахунком 2:2. Через незадовільні результати команди головного тренера Доменіко Тедеско відправили у відставку, його місце тимчасово посів Губ Стевенс, а наприкінці сезону — Давід Вагнер. Сезон «Шальке» закінчив на 14 місці, що після успіху попереднього сезону було дуже поганим результатом.

### «Шахтар»

#### Сезон 2019/2020
2 вересня 2019 року перейшов в донецький «Шахтар».
Дебютував за нову команду матчем чемпіонату України проти луганської «Зорі», віддавши в кінці другого тайму вирішальну гольову передачу (перемога «Шахтаря» 4:3). 18 вересня дебютував за донецький клуб в Лізі чемпіонів. Перший гол за «гірників» у чемпіонаті України забив 27 вересня у матчі проти «Ворскли». Забив гол у матчі чемпіонату з «Колосом», а також — у домашньому матчі Ліги чемпіонів проти загребського «Динамо». Заробив пенальті у матчі проти «Маріуполя» (1:1). У матчі весняної частини сезону з СК «Дніпро-1» віддав асист і забив гол. Далі чемпіонат України та інші турніри (зокрема, Ліга Європи, куди вибув «Шахтар») були тимчасово зупинені через пандемію COVID-19. У 27 турі чемпіонату України проти «Олександрії» віддав вирішальну гольову передачу, «Шахтар» у цьому матчі оформив чемпіонство. В «українському класико» проти київського «Динамо» забив фірмовий гол після зміщення в центр, «Шахтар» переміг 2:3. Віддав гольову передачу в перенесеному матчі 1/8 фіналу Ліги Європи проти «Вольфсбурга».
За підсумками сезону 2019/2020 «Шахтар» зайняв перше місце в турнірній таблиці, Коноплянка вперше в кар'єрі став чемпіоном України.

#### Сезон 2020/2021
Практично всю осінню частину сезону пропустив через травму. З цієї ж причини пропустив весняні матчі «Шахтаря» і перенесений з 2020 на 2021 рік чемпіонат Європи. Вдруге став срібним призером чемпіонату України з футболу (вперше — у сезоні 2013/14 у складі «Дніпра»).

#### Сезон 2021/2022
Відновився від тривалої травми і взяв участь у передсезонних зборах команди з новим тренером Роберто Де Дзербі. Вперше після травми вернувся на поле в матчі кваліфікації Ліги чемпіонів проти бельгійського «Генка», так же взяв участь у наступному матчі кваліфікації проти «Монако». Однак далі низка з кількох пошкоджень знову вибила Коноплянку з основної обійми гравців клубу.

### «Краковія»
11 лютого 2022 року в статусі вільного агента перейшов до польського клубу «Краковія» (Краків), з яким уклав контракт на 6 місяців. 20 травня 2022 року продовжив контакт із клубом до літа 2023 року.
Брав участь у передсезонних літніх зборах команди, де отримав м'язове ушкодження, через що пропустив кілька матчів початку чемпіонату Польщі 2022/23. Перший гол за команду забив 31 серпня у матчі Кубка Польщі проти ЛКС «Лагув», «Краковія» виграла з рахунком 1:3. Дебютний гол в Екстракласі забив у наступному ж матчі, 3 вересня, зі штрафного вразивши ворота віце-чемпіона Польщі минулого сезону «Ракув» Ченстохова. Забив гол із пенальті у кубковому матчі з «Ресовією», проте «Краковія» не змогла пройти далі, сенсаційно програвши з рахунком 4:3. У передостанньому матчі року, з «Ягеллонією», віддав гольову передачу через чверть поля, цей гол став єдиним у протистоянні та допоміг команді з Кракова здобути 3 очки. У матчі другого кола зі «Сталлю» віддав асист (перемога 2:1). У матчі проти «Медзі» забив гол, який врятував для команди нічию 1:1.

### ЧФР та завершення кар'єри
17 липня 2024 року Коноплянка оголосив про завершення кар'єри футболіста та намір зайнятися агентською діяльністю та власною кіберспортивною командою kONO.ECF.

## Виступи за збірну

### Молодіжні збірні
Почав викликатися до збірних України навесні 2006 року (збірна юнаків віком до 17 років). У 2007—2008 роках грав за юнацьку збірну України U19, здебільшого виходячи на заміну.
14 жовтня 2008 року дебютував в іграх за молодіжну збірну України U21 в матчі проти португальських однолітків. У складі української «молодіжки» був учасником фінального етапу молодіжного чемпіонату Європи 2011 року, в рамках якого взяв участь в усіх трьох матчах команди на турнірі.

### Національна збірна України

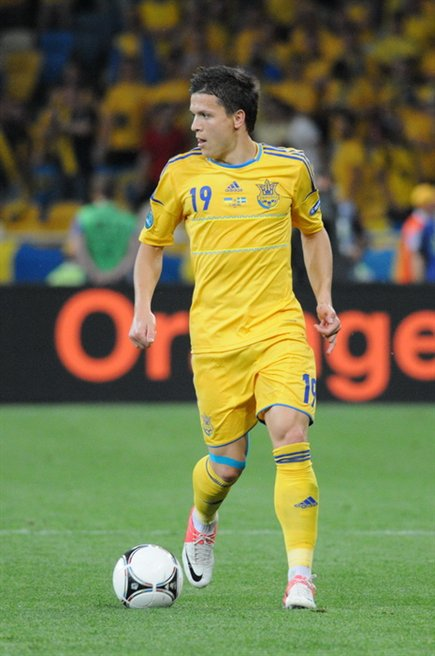
Коноплянка у грі за збірну України на Євро-2012

У квітні 2010 року Мирон Маркевич вперше викликав Коноплянку до складу національної збірної України на контрольні матчі наприкінці травня та на початку червня проти Литви, Румунії та Норвегії. Взяв 19 номер. У матчі проти Литви заробив пенальті, а першим голом відзначився вже у другому матчі за національну команду, проти Румунії. У матчі проти Норвегії віддав гольову передачу. У листопаді 2010 року забив м'яч у товариському матчі проти збірної Швейцарії. У 2011 році забивав збірним Уругваю та Німеччини, віддав гольову передачу у матчі проти збірної Болгарії. Відзначився голом у першому матчі збірної України у 2012 році (проти збірної Ізраїлю). 

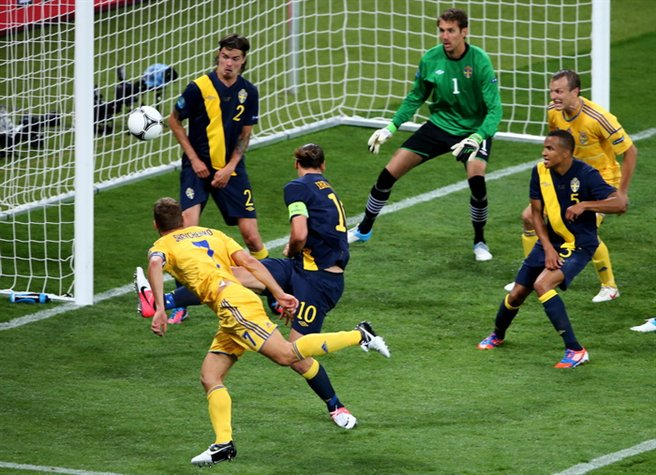
Останній гол Андрія Шевченка, з подачі Євгена Коноплянки.

Грав у стартовому складі у всіх трьох матчах збірної України на домашньому Євро-2012. У першому матчі (проти збірної Швеції) став одним із творців гола, який приніс збірній України перемогу — Коноплянка віддав гольову передачу на Андрія Шевченка, який забив свій останній гол у професійній кар'єрі. Після Євро-2012 виступає у національній команді під 10 номером.
11 вересня 2012 року у виїзному матчі відбору на чемпіонат світу 2014 проти збірної Англії Коноплянка забив дуже красивий гол з-за меж штрафного майданчика, поціливши в дальню дев'ятку воріт Джо Гарта. Також у тому відборі забив гол у ворота збірної Чорногорії. Грав в історичному матчі збірної України (найбільша перемога — 9:0) проти збірної Сан-Марино, де забив гол, віддав гольову передачу та отримав звання гравця матчу. У важливому матчі проти збірної Польщі віддав гольову передачу, яка стала вирішальною у поєдинку. На жаль, збірна України не отримала путівку на мундіаль, програвши у плей-оф збірній Франції з загальним рахунком 2:3.
У матчі 2-го туру відбору на чемпіонат Європи 2016 зробив гольову передачу (автогол гравця збірної Білорусі). Відзначився забитими голами у трьох матчах поспіль: у товариському поєдинку проти збірної Грузії, а також у матчах відбору на Євро-2016 проти збірних Люксембургу та Білорусі. 14 листопада 2015 року у першому стиковому матчі плей-офф кваліфікації Євро-2016 проти збірної Словенії вперше вивів українську команду на поле з капітанською пов'язкою. Коноплянка став капітаном у віці 26 років і 46 днів, за цим показником він входить до десятки наймолодших капітанів збірної України (а серед футболістів, які вперше ставали капітанами саме у офіційних матчах — посідає третє місце).
У контрольному матчі перед Євро-2016 проти збірної Румунії забив гол та віддав гольову передачу, цими ж діями відзначився у наступному матчі зі збірною Албанії. З перших хвилин виходив на поле у всіх матчах збірної на Євро-2016. Після невдало проведеного турніру головним тренером збірної був призначений Андрій Шевченко, при якому Коноплянка продовжував бути одним із капітанів збірної.
У матчі 4-го туру відбору на чемпіонат світу 2018 проти збірної Фінляндії віддав гольовий пас, який дозволив команді здобути мінімальну перемогу, у матчі-відповіді проти цієї ж команди (6-й тур) забив переможний гол. У наступному турі, у матчі зі збірною Туреччини, віддав гольову передачу. У матчі 9-го туру проти збірної Косова зробив гольову передачу (гол у свої ворота зрізав гравець суперника). Забив переможний гол у ворота Словаччини в останньому поєдинку команди у 2017 році. У двох перших матчах 2018 року (товариських зустрічах зі збірними Саудівської Аравії та Японії) відзначився гольовими передачами. Забив два голи та віддав гольовий пас у товариському матчі зі збірною Албанії. Став автором першого гола збірної України у Лізі націй, вразивши ворота збірної Чехії. Забив гол у матчі 5-го туру Ліги націй зі Словаччиною. У важливому матчі відбору на чемпіонат Європи 2020, незважаючи на фактично відсутність ігрової практики в клубі, зробив дубль проти збірної Сербії.
У 2021 році, через тривалу травму, не потрапив у заявку збірної України на перенесений через пандемію чемпіонат Європи 2020. Багаторічний лідер збірної України та один із найрезультативніших гравців: станом на лютий 2022 року має в активі 86 матчів, 21 забитий м'яч та 15 гольових передач за збірну. За кількістю голів посідає третє місце в історії збірної України, поступаючись Андрію Шевченку та Андрію Ярмоленку.

## Стиль гри
Робоча нога — права, але забиває і лівою (наприклад, у ворота дортмундської «Боруссії» в 2018 році). Має хороший дриблінг і сильний удар, часто ефективно виконує штрафні. Має високу швидкість (у матчі проти «Чорноморця» у сезоні 2013/2014 розігнався з м'ячем до 35 км/год). Чотириразовий чемпіон Англії Кайл Вокер, який славиться своїми швидкісними даними, зізнавався, що в матчі відбору на чемпіонат світу 2014 року Україна — Англія Коноплянка ледь не завершив його кар'єру в національній команді: захисник 60 хвилин не міг навіть відібрати м'яч в українця. Улюблений фінт — зміщення в центр і удар правою з-за меж штрафного майданчика в дальній верхній або нижній кут. Проте, багато футбольних експертів часто критикують Коноплянку за недостатню гру в обороні.

## Досягнення

### Командні

#### «Дніпро»
- Срібний призер чемпіонату України: 2013/14
- Бронзовий призер чемпіонату України: 2014/15
- Фіналіст Ліги Європи: 2014/15

#### «Севілья»
- Переможець Ліги Європи: 2015/16
- Фіналіст Кубка Іспанії: 2015/16
- Фіналіст Суперкубка Іспанії: 2016
- Фіналіст Суперкубка УЄФА: 2015, 2016

«Шальке 04»
- Срібний призер чемпіонату Німеччини: 2017/18

#### «Шахтар» (Донецьк)
- Чемпіон України: 2019/20
- Срібний призер чемпіонату України: 2020/21

#### Збірна України
- Учасник Євро-2012
- Учасник Євро-2016

#### Збірна України (до 21 року)
- Переможець Турніру пам'яті Валерія Лобановського
- Учасник Євро-2011

### Особисті
- Герой сезону (голосування на офіційному сайті ФК «Дніпро») (3): 2009/10, 2010/11, 2013/14[8][12][20]
- Список 33 найкращих футболістів України (за версією газети «Команда») (7): 2010, 2011, 2012, 2013, 2014, 2015, 2016
- Найкращий молодий футболіст України: 2010[10]
- Найкращий молодий гравець чемпіонату України: 2010/11[11]
- Український футболіст року (за версією видання «Український футбол») (3): 2010, 2012, 2013
- Найкращий гравець чемпіонату України (2): 2011/12, 2013/14[14]
- Символічна збірна групового етапу Ліги Європи: 2012/13[15]
- Список 8 кращих молодих футболістів Ліги Європи від УЄФА: 2012/13[16]
- Футболіст року в чемпіонаті України (за версією газети «Команда»): 2013
- Найкращий гол року в Україні: 2013[17]
- Символічна збірна року Ліги Європи: 2014/15[22]
- Спортсмен року в Україні: 2015
- Претендент на потрапляння в Команду року УЄФА: 2015
- Список 100 найкращих футболістів року за версією The Guardian: 2015[70]
- Список 10 найкращих вінгерів світу (за версією ESPN)[71]
- Топ-70 гравців чемпіонату Німеччини 2017/18 (за версією kicker)[54]
- Автор найшвидшого дебютного голу після виходу на заміну в історії Ліги Чемпіонів (19 секунд)[31].

## Особисте життя
Дружина Вікторія (до шлюбу Шиманська) — майстер спорту з бадмінтону. Познайомились ще на початку професійної кар'єри Євгена, в 2008 році, в мережі Інтернет, святкують день народження в один день — 29 вересня. Одружилися 26 жовтня 2014 року, весілля мало статус приватної події і за бажанням самого подружжя ніде не розголошувалося. 26 серпня 2015 року у пари народилась донька Злата, якій Євген присвятив забитий гол у матчі відбору на чемпіонат Європи 2016 Україна — Білорусь, а 4 травня 2017 року — син Дамір.
Має молодшу сестру Тетяну.
Євген є хрещеним батьком дітей Дениса Олійника та молодшої доньки Руслана Ротаня.
У 2013 році Євген Коноплянка знявся у епізоді популярного українського телесеріалу «Віталька», а у 2021 — у фільмі «Велика прогулянка», який мав вийти на екрани 24 лютого 2022 року. Футболіст брав участь у телерекламі Nissan та знімався у спільній рекламі Pepsi та Lay's (футбольний челендж «#зацінискіл»), обидві рекламні інтеграції були присвячені розіграшу квитків на фінал Ліги Чемпіонів 2017/18 та 2019/20 відповідно. 
| Дата       | Місто              | Господарі          | Результат               | Гості              | Турнір                               | Голи | Примітки |
| ---------- | ------------------ | ------------------ | ----------------------- | ------------------ | ------------------------------------ | ---- | -------- |
| 25/05/2010 | Харків             | Україна            | 4 – 0                   | Литва              | товариський матч                     | -    |          |
| 29/05/2010 | Львів              | Україна            | 3 – 2                   | Румунія            | товариський матч                     | 1    |          |
| 02/06/2010 | Осло               | Норвегія           | 0 – 1                   | Україна            | товариський матч                     | -    | 90'      |
| 11/08/2010 | Донецьк            | Україна            | 1 – 1                   | Нідерланди         | товариський матч                     | -    |          |
| 07/09/2010 | Київ               | Україна            | 2 – 1                   | Чилі               | товариський матч                     | -    | 71'      |
| 17/11/2010 | Женева             | Швейцарія          | 2 – 2                   | Україна            | товариський матч                     | 1    | 87'      |
| 08/02/2011 | Паралімні          | Румунія            | 2 – 2 д.ч. (2 - 4 п.п.) | Україна            | товариський матч                     | -    | 62'      |
| 09/02/2011 | Нікосія            | Швеція             | 1 – 1 д.ч. (4 - 5 п.п.) | Україна            | товариський матч                     | -    | 46'      |
| 10/08/2011 | Харків             | Україна            | 0 – 1                   | Швеція             | товариський матч                     | -    | 55'      |
| 02/09/2011 | Харків             | Україна            | 2 – 3                   | Уругвай            | товариський матч                     | 1    | 79'      |
| 06/09/2011 | Прага              | Чехія              | 4 – 0                   | Україна            | товариський матч                     | -    | 52'      |
| 07/10/2011 | Київ               | Україна            | 3 – 0                   | Болгарія           | товариський матч                     | -    | 46'      |
| 11/10/2011 | Таллінн            | Естонія            | 0 – 2                   | Україна            | товариський матч                     | -    |          |
| 11/11/2011 | Київ               | Україна            | 3 – 3                   | Німеччина          | товариський матч                     | 1    | 90'      |
| 15/11/2011 | Львів              | Україна            | 2 – 1                   | Австрія            | товариський матч                     | -    | 85'      |
| 29/02/2012 | Петах-Тіква        | Ізраїль            | 2 – 3                   | Україна            | товариський матч                     | 1    |          |
| 28/05/2012 | Куфштайн           | Україна            | 4 – 0                   | Естонія            | товариський матч                     | -    |          |
| 01/06/2012 | Інсбрук            | Австрія            | 3 – 2                   | Україна            | товариський матч                     | -    | 59'      |
| 05/06/2012 | Інгольштадт        | Туреччина          | 2 – 0                   | Україна            | товариський матч                     | -    |          |
| 11/06/2012 | Київ               | Україна            | 2 – 1                   | Швеція             | ЧЄ 2012 - 1-й етап                   | -    | 90'      |
| 15/06/2012 | Донецьк            | Україна            | 0 – 2                   | Франція            | ЧЄ 2012 - 1-й етап                   | -    |          |
| 19/06/2012 | Донецьк            | Україна            | 0 – 1                   | Англія             | ЧЄ 2012 - 1-й етап                   | -    |          |
| 15/08/2012 | Львів              | Україна            | 0 – 0                   | Чехія              | товариський матч                     | -    | 46'      |
| 11/09/2012 | Лондон             | Англія             | 1 – 1                   | Україна            | Відбір до ЧС 2014                    | 1    |          |
| 16/10/2012 | Київ               | Україна            | 0 – 1                   | Чорногорія         | Відбір до ЧС 2014                    | -    |          |
| 06/02/2013 | Севілья            | Україна            | 2 – 0                   | Норвегія           | товариський матч                     | -    | 46' 86'  |
| 02/06/2013 | Київ               | Україна            | 0 – 0                   | Камерун            | товариський матч                     | -    |          |
| 07/06/2013 | Подгориця          | Чорногорія         | 0 – 4                   | Україна            | Відбір до ЧС 2014                    | 1    |          |
| 14/08/2013 | Київ               | Україна            | 2 – 0                   | Ізраїль            | товариський матч                     | -    | 46'      |
| 06/09/2013 | Львів              | Україна            | 9 – 0                   | Сан-Марино         | Відбір до ЧС 2014                    | 1    |          |
| 10/09/2013 | Київ               | Україна            | 0 – 0                   | Англія             | Відбір до ЧС 2014                    | -    |          |
| 11/10/2013 | Харків             | Україна            | 1 – 0                   | Польща             | Відбір до ЧС 2014                    | -    |          |
| 15/10/2013 | Серравалле         | Сан-Марино         | 0 – 8                   | Україна            | Відбір до ЧС 2014                    | -    | 77'      |
| 15/11/2013 | Київ               | Україна            | 2 – 0                   | Франція            | Відбір до ЧС 2014                    | -    |          |
| 19/11/2013 | Париж              | Франція            | 3 – 0                   | Україна            | Відбір до ЧС 2014                    | -    |          |
| 05/03/2014 | Ларнака            | Україна            | 2 – 0                   | США                | товариський матч                     | -    | 65'      |
| 22/05/2014 | Київ               | Україна            | 2 – 1                   | Нігер              | товариський матч                     | -    | 62'      |
| 09/10/2014 | Мінськ             | Білорусь           | 0 – 2                   | Україна            | Відбір до ЧЄ 2016                    | -    |          |
| 12/10/2014 | Львів              | Україна            | 0 – 2                   | Північна Македонія | Відбір до ЧЄ 2016                    | -    |          |
| 15-11-2014 | Люксембург (місто) | Люксембург         | 0 – 3                   | Україна            | Відбір до ЧЄ 2016                    | -    | 76'      |
| 18-11-2014 | Київ               | Україна            | 0 – 0                   | Литва              | товариський матч                     | -    | 46' 72'  |
| 27-03-2015 | Севілья            | Іспанія            | 1 – 0                   | Україна            | Відбір до ЧЄ 2016                    | -    |          |
| 31-03-2015 | Львів              | Україна            | 1 – 1                   | Латвія             | товариський матч                     | -    | 59'      |
| 09-06-2015 | Лінц               | Грузія             | 1 – 2                   | Україна            | товариський матч                     | 1    | 76'      |
| 14-06-2015 | Львів              | Україна            | 3 – 0                   | Люксембург         | Відбір до ЧЄ 2016                    | 1    |          |
| 05-09-2015 | Львів              | Україна            | 3 – 1                   | Білорусь           | Відбір до ЧЄ 2016                    | 1    |          |
| 08-09-2015 | Жиліна             | Словаччина         | 0 – 0                   | Україна            | Відбір до ЧЄ 2016                    | -    | 79'      |
| 09-10-2015 | Скоп'є             | Північна Македонія | 0 – 2                   | Україна            | Відбір до ЧЄ 2016                    | -    |          |
| 12-10-2015 | Київ               | Україна            | 0 – 1                   | Іспанія            | Відбір до ЧЄ 2016                    | -    |          |
| 14-11-2015 | Львів              | Україна            | 2 – 0                   | Словенія           | Відбір до ЧЄ 2016                    | -    |          |
| 17-11-2015 | Марибор            | Словенія           | 1 – 1                   | Україна            | Відбір до ЧЄ 2016                    | -    | 4'       |
| 29-05-2016 | Турин              | Румунія            | 3 – 4                   | Україна            | товариський матч                     | 1    |          |
| 03-06-2016 | Аталанта           | Албанія            | 1 – 3                   | Україна            | товариський матч                     | 1    |          |
| 12-06-2016 | Лілль              | Німеччина          | 2 – 0                   | Україна            | ЧЄ 2016 - 1-й етап                   | -    | 68'      |
| 16-06-2016 | Ліон               | Україна            | 0 – 2                   | Північна Ірландія  | ЧЄ 2016 - 1-й етап                   | -    |          |
| 21-06-2016 | Марсель            | Україна            | 0 – 1                   | Польща             | ЧЄ 2016 - 1-й етап                   | -    |          |
| 05-09-2016 | Київ               | Україна            | 1 – 1                   | Ісландія           | Відбір до ЧС 2018                    | -    |          |
| 06-10-2016 | Конья              | Туреччина          | 2 – 2                   | Україна            | Відбір до ЧС 2018                    | -    | 82'      |
| 09-10-2016 | Краків             | Україна            | 3 – 0                   | Косово             | Відбір до ЧС 2018                    | -    | 79'      |
| 12-11-2016 | Одеса              | Україна            | 1 – 0                   | Фінляндія          | Відбір до ЧС 2018                    | -    | 83'      |
| 24-03-2017 | Загреб             | Хорватія           | 1 – 0                   | Україна            | Відбір до ЧС 2018                    | -    |          |
| 06-06-2017 | Грац               | Україна            | 0 – 1                   | Мальта             | товариський матч                     | -    | 45'      |
| 11-06-2017 | Тампере            | Фінляндія          | 1 – 2                   | Україна            | Відбір до ЧС 2018                    | 1    | 55'      |
| 02-09-2017 | Харків             | Україна            | 2 – 0                   | Туреччина          | Відбір до ЧС 2018                    | -    |          |
| 05-09-2017 | Рейк'явік          | Ісландія           | 2 – 0                   | Україна            | Відбір до ЧС 2018                    | -    |          |
| 06-10-2017 | Шкодер             | Косово             | 0 – 2                   | Україна            | Відбір до ЧС 2018                    | -    | 88'      |
| 09-10-2017 | Київ               | Україна            | 0 – 2                   | Хорватія           | Відбір до ЧС 2018                    | -    |          |
| 10-11-2017 | Львів              | Україна            | 2 – 1                   | Словаччина         | товариський матч                     | 1    | 89'      |
| 23-03-2018 | Марбелья           | Саудівська Аравія  | 1 – 1                   | Україна            | товариський матч                     | -    |          |
| 27-03-2018 | Льєж               | Японія             | 1 – 2                   | Україна            | товариський матч                     | -    | 79'      |
| 31-05-2018 | Лансі              | Марокко            | 0 – 0                   | Україна            | товариський матч                     | -    | 76'      |
| 03-06-2018 | Евіан-ле-Бен       | Албанія            | 1 – 4                   | Україна            | товариський матч                     | 2    |          |
| 06-09-2018 | Угерске Градіште   | Чехія              | 1 – 2                   | Україна            | ЛН 2018—19                           | 1    | 77'      |
| 09-09-2018 | Львів              | Україна            | 1 – 0                   | Словаччина         | ЛН 2018—19                           | -    | 78' 64'  |
| 18-10-2018 | Генуя              | Італія             | 1 – 1                   | Україна            | товариський матч                     | -    | 73'      |
| 16-10-2018 | Харків             | Україна            | 1 – 0                   | Чехія              | ЛН 2018—19                           | -    | 70'      |
| 16-11-2018 | Трнава             | Словаччина         | 4 – 1                   | Україна            | ЛН 2018—19                           | 1    | 65'      |
| 20-11-2018 | Анталья            | Туреччина          | 0 – 0                   | Україна            | товариський матч                     | -    | 64'      |
| 22-03-2019 | Лісабон            | Португалія         | 0 – 0                   | Україна            | Відбір до ЧЄ 2020                    | -    | 87'      |
| 25-03-2019 | Люксембург         | Люксембург         | 1 – 2                   | Україна            | Відбір до ЧЄ 2020                    | -    |          |
| 07-06-2019 | Львів              | Україна            | 5 – 0                   | Сербія             | Відбір до ЧЄ 2020                    | 2    | 76'      |
| 10-06-2019 | Львів              | Україна            | 1 – 0                   | Люксембург         | Відбір до ЧЄ 2020                    | -    | 80'      |
| 10-09-2019 | Дніпро (місто)     | Україна            | 2 – 2                   | Нігерія            | товариський матч                     | -    | 73'      |
| 11-10-2019 | Харків             | Україна            | 2 – 0                   | Литва              | Відбір до ЧЄ 2020                    | -    | 59'      |
| 14-10-2019 | Київ               | Україна            | 2 – 1                   | Португалія         | Відбір до ЧЄ 2020                    | -    | 63'      |
| 03-09-2020 | Львів              | Україна            | 2 – 1                   | Швейцарія          | Ліга націй УЄФА 2020—2021 - 1-й етап | -    | 54'      |
| 26-03-2023 | Лондон             | Англія             | 2 – 0                   | Україна            | Відбір до ЧЄ 2024                    | -    | 90'      |
| Усього     |                    | Матчів (7 місце)   | 87                      |                    | Голів (3 місце)                      | 21   |          |